# Comté de la Petite-Pierre
XIe siècle – 1789
Entités précédentes :
- Lotharingie
- Duché de Lorraine

Entités suivantes :
- District de Wissembourg
- Principauté de Phalsbourg

Le comté de la Petite-Pierre ou de Lützelstein (allemand : Grafschaft Lützelstein), par la suite comté de Palatinat-La Petite-Pierre (allemand : Pfalz-Lützelstein), est un ancien comté de Basse-Alsace ayant appartenu à la famille de Blieskastel puis à la famille Palatine (Palatinat du Rhin). Il faisait partie de l'évêché de Metz jusqu'en 1223 puis partie de l'évêché de Strasbourg.
Par un arrêt en date du 9 août 1680, le conseil souverain d'Alsace réunit le comté à la France,. L'année suivante, il est rattaché à l'intendance d'Alsace. En 1694, Léopold-Louis meurt sans héritier mâle en ligne directe. Le cardinal de Fürstenberg, évêque de Strasbourg, confisque alors le comté, comme fief tombé en déshérence,. Mais, par un arrêt en date du 24 septembre 1695, le conseil souverain d'Alsace l'attribue à la branche palatine des Deux-Ponts-Birkenfeld, qui le garde jusqu'à la Révolution française. En 1790, il est rattaché au district de Wissembourg.

## Géographie
Le comté était centré sur la partie sud du massif des Vosges du Nord et sur l'est de l'Alsace bossue. Il s'étendait du pays de Bitche au nord grâce aux deux villages enclavés d'Achen et Montbronn jusqu'à la région de Phalsbourg et Lixheim au sud-est du département de la Moselle.
Dans sa formation finale, il ne comptait plus que l'est de l'Alsace bossue, territoire qui allait former les cantons de Drulingen et de La Petite-Pierre du futur arrondissement de Saverne.

## Territoire
Le comté comprenait les localités suivantes :
| Localité      | Notes                                  | Population (2014) | Département actuel |
| ------------- | -------------------------------------- | ----------------- | ------------------ |
| Achen         | jusqu'au XIIe siècle et de 1272 à 1553 | 999               | Moselle            |
| Adamswiller,  |                                        | 388               | Bas-Rhin           |
| Asswiller     |                                        | 293               | Bas-Rhin           |
| Bergheim      | avant 1287                             | 2 030             | Haut-Rhin          |
| Behrlingen,   |                                        | 301               | Moselle            |
| Bettwiller,   |                                        | 312               | Bas-Rhin           |
| Bilswiller    | dépendait de la paroisse de Vescheim   | 0?                | Moselle            |
| Burseth       |                                        | 202               | Moselle            |
| Bust          | en partie (cinq maisons et l'église)   | 446               | Bas-Rhin           |
| Durstel,      |                                        | 400               | Bas-Rhin           |
| Eschbourg,    |                                        | 494               | Bas-Rhin           |
| Frohmuhl,     |                                        | 184               | Bas-Rhin           |
| Graufthal,    | aujourd'hui écart d'Eschbourg          | Eschbourg         | Bas-Rhin           |
| Gungwiller,   |                                        | 281               | Bas-Rhin           |
| Hambach,      |                                        | 606               | Bas-Rhin           |
| Hangwiller,   |                                        | 280               | Moselle            |
| Hinsbourg,    |                                        | 115               | Bas-Rhin           |
| Hünerscher,   | cense de Wingen                        | Wingen            | Bas-Rhin           |
| Kohlhuette    | cense de Wingen et Wimmenau            | Wingen            | Bas-Rhin           |
| Lixheim       | de 1608 à 1623                         | 620               | Moselle            |
| Vieux-Lixheim | jusqu'en 1623                          | 260               | Moselle            |
| Lohr,         |                                        | 497               | Bas-Rhin           |
| Lützelstein,  | capitale                               | 633               | Bas-Rhin           |
| Monbronn      | de 1324 à 1623                         | 1 648             | Moselle            |
| Oberbronn     |                                        | 1 522             | Bas-Rhin           |
| Petersbach,   |                                        | 649               | Bas-Rhin           |
| Pfalzburg     | de 1570 à 1590                         | 4 745             | Moselle            |
| Pfalzweyer,   |                                        | 314               | Bas-Rhin           |
| Puberg,       |                                        | 341               | Bas-Rhin           |
| Quidschthal   |                                        | Wingen?           | Bas-Rhin           |
| Rosteig,      |                                        | 571               | Bas-Rhin           |
| Schœnbourg,   |                                        | 436               | Bas-Rhin           |
| Tieffenbach,  |                                        | 280               | Bas-Rhin           |
| Volksberg,    |                                        | 347               | Bas-Rhin           |
| Weinbourg,    | pour moitié                            | 427               | Bas-Rhin           |
| Weislingen,   |                                        | 544               | Bas-Rhin           |
| Weschem,      |                                        | 302               | Moselle            |
| Wingen,       |                                        | 1 614             | Bas-Rhin           |
| Wintersberg,  |                                        | 273               | Moselle            |
| Zillingen,    | pour 2/3 à partir de 1460              | 276               | Moselle            |